# Verrua Po
Verrua Po là một đô thị ở tỉnh Pavia trong vùng Lombardia, có cự ly khoảng 45 km về phía nam của Milan và khoảng 11 km về phía nam của Pavia. Tại thời điểm ngày 31 tháng 12 năm 2004, đô thị này có dân số 1.283 người và diện tích là 11,3 km².
Verrua Po giáp các đô thị: Bressana Bottarone, Casanova Lonati, Mezzanino, Pinarolo Po, Rea, Travacò Siccomario.